# 業務超市
業務超市（日语：業務スーパー）是神戶物產旗下的超級市場，成立於2000年，在日本擁有超過900間分店。

## 香港業務
2021年，業務超市日本總公司授權香港合伙人開設香港分店，首間分店設於大埔廣福道，並在同年5月6日開業。
YouTuber大J在業務超市購入包裝與北勝水產相似的帆立貝，但品牌為北騰水產，疑似為仿冒產品。業務超市其後把表示部份貨品由香港供應商採購，並非直接由日本進口，因未有檢查產品質素及產地而引起顧客誤解，已即時停售相關貨品。
2021年11月6日，業務超市位於元朗鳳翔路鳳翔大廈的分店開張。
2023年中旬，業務超市位於大埔的分店結業。
2024年9月16日，業務超市位於太子彌敦道協成行太子中心的分店開張。

## 外部連結
- 業務超市日本官方網站 （页面存档备份，存于）